# Hito natural nacional

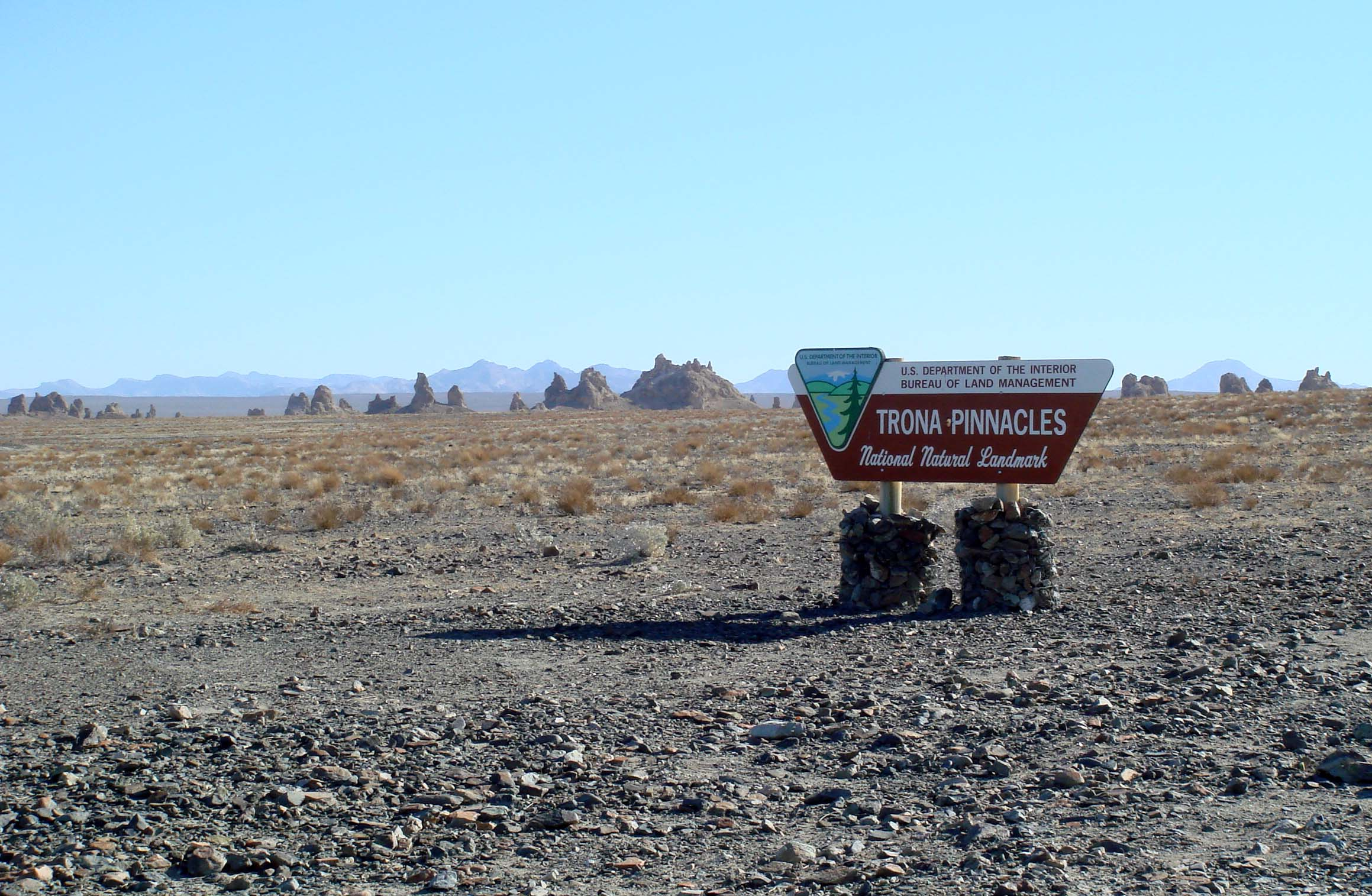
The Trona Pinnacles La Trona Pinnacles con Patrimonio Natural Nacional de signowith National Natural Landmark sign

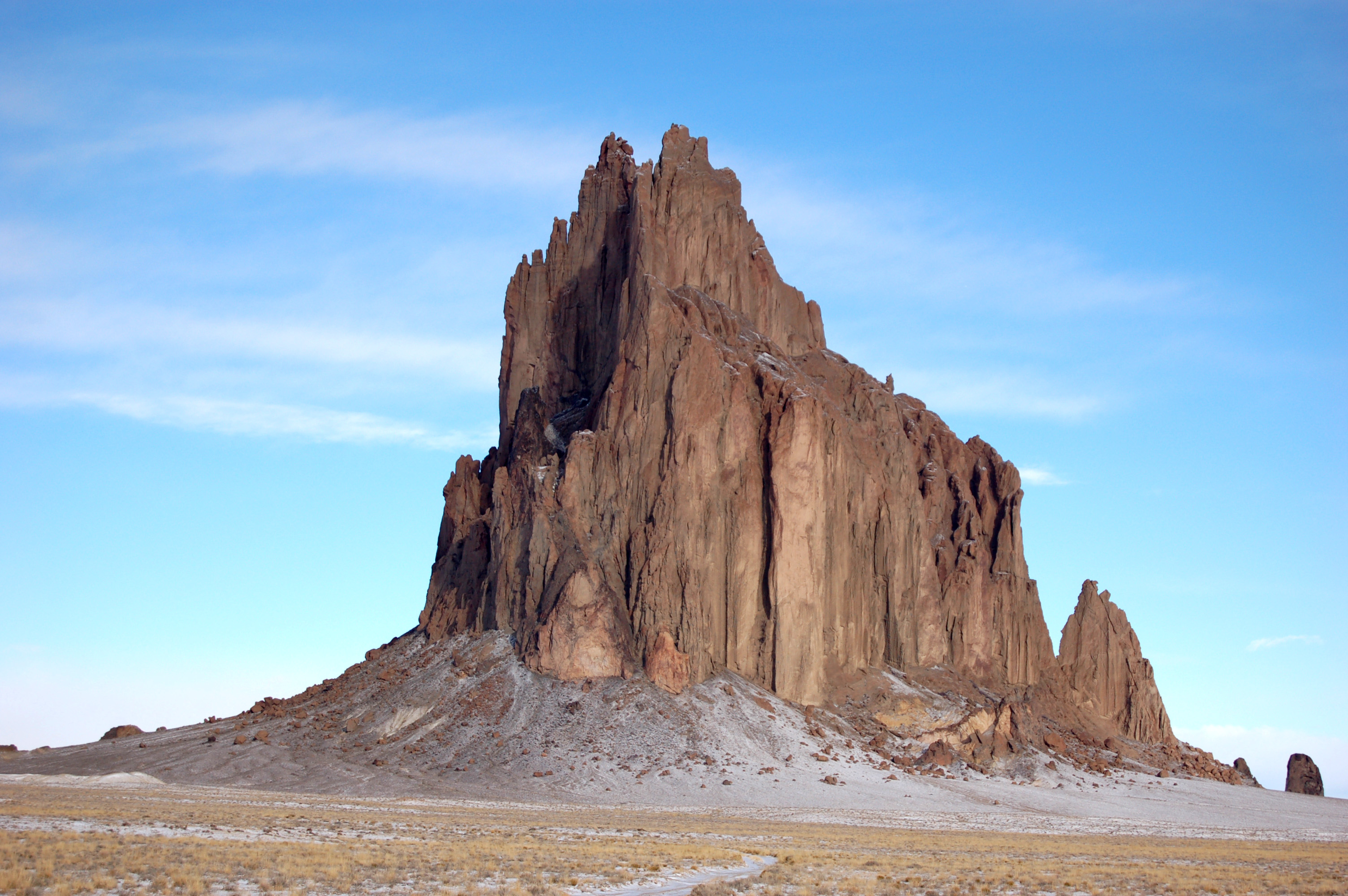
Shiprock Shiprock Patrimonio Natural NacionalNational Natural Landmark

El Programa de hitos naturales nacionales (en inglés: National Natural Landmarks, o NNL) reconoce y estimula la conservación de los ejemplos sobresalientes de la historia natural de los Estados Unidos. Es el único programa de áreas naturales de ámbito nacional que identifica y reconoce los mejores ejemplos de accidentes biológicos y geológicos tanto de propiedad pública como privada. El programa fue establecido el 18 de mayo de 1962, por el Secretario del Interior de los Estados Unidos Stewart Udall.
El programa tiene como objetivo fomentar y apoyar la conservación voluntaria de los sitios que ilustran la historia geológica y ecológica de los Estados Unidos. También espera fortalecer el aprecio público por el patrimonio natural del país. El 17 de octubre de 2012, 594 sitios estaban inscritos en el Registro Nacional de hitos naturales nacionales. (National Registry of National Landmarks). El registro incluye geológico de importancia nacional y las características ecológicas en 48 estados, Samoa Americana, Guam, Puerto Rico y las Islas Vírgenes.
El Servicio de Parques Nacionales administra el Programa NNL y si se solicita, ayuda a los propietarios y gerentes de NNL con la conservación de estos sitios importantes. La adquisición de tierras por el gobierno federal no es un objetivo de este programa. Los hitos naturales nacionales son sitios nacionalmente significativos que son propiedad de una variedad de administradores de tierras, y su participación en este programa federal es voluntaria.
La autoridad legislativa para el Programa de hitos naturales nacionales se deriva de la Ley de lugares históricos (Historic Sites Act) de 21 de agosto de 1935 (49 Stat. 666, 16 U.S.C. 641); el programa se rige por las regulaciones federales. El Programa NNL no tiene las características de protección de la Sección 106 de la Ley Nacional de Preservación Histórica de 1966 (National Historic Preservation Act). Por ello, la designación de un hito natural nacional constituye actualmente sólo un acuerdo con el propietario para preservar, en la medida de lo posible, los valores naturales significativos del sitio o área. La administración y preservación de los hitos naturales nacionales es responsabilidad exclusiva del propietario. Cualquiera de las partes puede rescindir el contrato después de notificarlo a la otra parte.
La lista de Sitio de Especial Interés Científico del Reino Unido es un equivalente aproximado.

## Designación
La designación como hito natural nacional es realizada por el Secretario del Interior después de un estudio científico en profundidad de un potencial sitio. Todas las nuevas designaciones deben tener concurrencia del propietario. El proceso de selección es riguroso: para ser considerado con el hito natural nacional, un sitio debe ser uno de los mejores ejemplos de las características bióticas o geológicas de una región natural. Desde el establecimiento del programa NNL, se ha utilizado un proceso de varios pasos para designar un sitio con el estatus de hito natural nacional. 
1. Se completa un inventario de áreas naturales de una región natural para identificar los sitios más prometedores.
2. Después de que se les notifique a los propietarios que el sitio está siendo considerado para su consideración como NNL, científicos distintos a los que realizaron el inventario llevan a cabo una evaluación in situ detallada..
3. El informe de evaluación es revisado por otros expertos para asegurar su solidez.s.
4. El informe es además revisado por el personal del Servicio de Parques Nacionales.
5. El sitio es revisado por el Secretario de la Junta Nacional Asesora Parque del Interior para determinar que el sitio califica como NNL. The site is reviewed by the Secretary of the Interior's National Park Advisory Board to determine that the site qualifies as an NNL.
6. Los resultados se proporcionan a la Secretaría del Interior que lo aprueba o rechaza.
7. Los propietarios son notificados por tercera vez para informarles de que el sitio ha sido designado un NNL.

(NOTA: El paso 2 se redujo después de 1979, pero se restableció en 1999)
Sitios potenciales para la designación como hito natural nacional son los ecosistemas terrestres y acuáticos; características geológicas, exposiciones y accidentes geográficos que registran procesos activaos geológicos o partes de la historia de la tierra; y la evidencia fósil de la evolución biológica. Cada "tema" de historia natural importante puede subdividirse en varios subtemas. Por ejemplo, algunos subtemas sugeridos en 1972 para el tema general «Lagos y lagunas» fueron los grandes lagos profundos, grandes lagos poco profundos, lagos de forma compleja, lagos de cráter, lago caldera y baches, lagos de herradura, lagos de dunas, lagos sphagnum-bog, lagos alimentados por corrientes termales, lagos de la tundra y lagunas, pantanos y zonas pantanosas, lagos sumidero, lagos inusualmente productivos y lagos de alta productividad y alta claridad.

## Propiedad
El programa NNL no requiere que las propiedades designadas sean propiedad de las entidades públicas. Tierras bajo casi todas las formas de propiedad o administración han sido designados, federales, estatales, locales, municipales y privadas. Las tierras federales con NNLS incluyen aquellas administrados por el Servicio de Parques Nacionales (National Park Service), Servicio Forestal Nacional (National Forest Service), Oficina de Administración de Tierras (Bureau of Land Management), Bureau of Reclamation (Bureau of Reclamation), Servicio de Pesca y Vida Salvaje (Fish and Wildlife Service), la Fuerza Aérea (US Air Force), Infantería de Marina (Marine Corps), Cuerpo de Ingenieros del Ejército (Army Corps of Engineers), la Marina (US Navy) y otros. 
Algunos hitos están en las tierras en poder de los nativos americanos o de tribus. Los hitos aparecen en tierras estatales con varias designaciones de gestión existentes; bosque, parque, refugio de caza, área de recreo y preserva. Las tierras privadas con hitos naturales incluyen las pertenecientes a universidades, museos, sociedades científicas, organizaciones de conservación, fideicomisos de tierras, intereses comerciales y particulares. Aproximadamente el 52% de los hitos naturales nacionales son administrados por organismos públicos, más del 30% están totalmente en manos privadas, y el 18% restante son de propiedad o administrados por una mezcla de organismos públicos y de particulares.

## Acceso
La participación en el Programa de NNL no conlleva exigencias relativas al acceso público. El registro NNL incluye muchos sitios de importancia nacional que están abiertos para visitas públicas, pero otros no lo están. Dado que muchos NNLs se encuentran en tierras de propiedad federal y estatal, el permiso para visitarlos es a menudo innecesario. Algunos de propiedad privada pueden estar abiertos a visitas públicas o simplemente requerir el permiso del administrador del sitio. Por otro lado, algunos propietarios de tierras privadas con hitos naturales no desean ninguna clase de visitantes y hasta podría perseguir a los intrusos. Las razones de este punto de vista varían: daños potenciales a la propiedad o pasivo, recursos frágiles o peligrosos, y el deseo de soledad o ninguna publicidad.

## Estatus de la propiedad
La designación como hito natural nacional es un acuerdo entre el dueño de la propiedad y el gobierno federal. La designación como hito no cambia la propiedad del inmueble ni induce cualquier gravamen sobre la propiedad. El estatus de hito natural no se transfiere con cambios en la propiedad.
La participación en el programa NNL implica un compromiso voluntario por parte de los propietarios para conservar la integridad de sus bienes NNL tal como estaban cuando fue designado. Si se planea un "importante" asentamiento o una destruccióno del paisaje, la participación en el Programa NNL del propietario sería ingenua y sin sentido.
La acción federal de designación no impone nuevas restricciones al uso del suelo que no estuvieran en vigor antes de la designación. Cabe la posibilidad de que los gobiernos estatales o locales por su propia voluntad pudieran iniciar reglamentos o zonificación que fuesen aplicables a un NNL. Sin embargo, desde 2005 no se ha identificado ningún ejemplo de esta situación. Algunos estados requieren que los planificadores determinen la ubicación de NNLS.
En octubre de 2012, había 594 anuncios.

## Lista de hitos naturales
Por número de hitos naturales nacionales, según estados:
- 36 : California
- 30 : Indiana[4]
- 27 : Pensilvania
- 26: New York[5]
- 23 : Ohio
- 20 : Texas
- 18 : Florida, Illinois, Washington, Wisconsin
- 16 : Alaska, Misuri
- 15: West Virginia[6]
- 14: Colorado,[7] Maine
- 13 : North Carolina, Tennessee, South Dakota[8]
- 12 : Míchigan, Nuevo México, Vermont
- 11 : Idaho, New Hampshire, Massachusetts[9] New Jersey,[5]
- 10 : Arizona, Georgia, Montana, Virginia
- 9 : Oregón
- 8 : Connecticut,[9] Minnesota[8]
- 7: Alabama, American Samoa, Hawái, Iowa, Virgin Islands, Kentucky[4]
- 6 : Nevada, South Carolina, Maryland[6] Wyoming[7]
- 5 : Arkansas, Kansas, Misisipi, Nebraska, Puerto Rico
- 4 : Guam, North Dakota, Utah
- 3 : Oklahoma
- 1 : Rhode Island
- 0 : Delaware, Luisiana

Listed by state or territory in alphabetical order. As of October 2012, there were 594 listings.
| Imagen | Estatus | Ref.        | Designación       | Nombre                              | Localización                                             | Condado(s)                                                 | Estado(s)                | Descripción |
| ------ | ------- | ----------- | ----------------- | ----------------------------------- | -------------------------------------------------------- | ---------------------------------------------------------- | ------------------------ | --- |
|        | NLL-00  | MN-01       | 1965              | Área natural Lake Agassiz Peatlands |                                                          | Condado de Koochiching                                     | Minnesota                | Un ejemplo de las extensas turberas que ocupan el lecho del antiguo lago glacial Agassiz. |
|        | NLL-00  | MN-02       | 1965              | Área natural Arroyo Keeley          |                                                          | Condado de Lake                                            | Minnesota                | Una gran extensión de pino mixto de sin alterar y bosques de abeto negro. |
|        | NLL-00  | MN-03 SD-00 | 1966              | Ancient River Warren Channel        | Birmingham 33°29′44″N 86°47′18″O / 33.49556, -86.78833   | Condado de Big Stone                                       | Minnesota Dakota del Sur | Un canal cortado por el antiguo río Warren durante la Edad de Hielo. Se extiende en Dakota del Sur. |
|        | NLL-00  | AL-01       | octubre de 1971   | Shelta Cave                         | Huntsville 34°45′13″N 86°36′38″O / 34.75361, -86.61056   | Condado de Madison                                         | Alabama                  | Esta cueva subterránea era un salón de baile antes de que se convirtiese en la sede de la National Speleological Society. Hay unas nueve especies animales de viviendas trogloditas que fueron descubiertos por primera vez aquí.                                                                                            |
|        | NLL-00  | AL-02       | noviembre de 1973 | Newsome Sinks Karst Area            | Union Hill 34°26′27″N 86°35′50″O / 34.44083, -86.59722   | Condado de Morgan                                          | Alabama                  | Un espacio ahuecado por más de 40 cuevas, con más de 15 km de pasajes conocidos. |
|        | NLL-00  | AL-03       | mayo de 1974      | Cañón Dismals                       | Hackleburg 34°19′31″N 87°46′54″O / 34.32528, -87.78167   | Condado de Franklin                                        | Alabama                  | Este desfiladero de arenisca es uno de los pocos lugares en el mundo donde los dismalites (Orfelia fultoni) se recogen. Su resplandor bioluminiscente se puede ver en recorridos nocturnos en esta propiedad privada de 340 000 m2.) Conservatorio Natural.                                                                  |
|        | NLL-00  | AL-04       | mayo de 1974      | Mobile Tensaw River Bottom Lands    | Spanish Fort 30°45′15″N 87°56′32″O / 30.75417, -87.94222 | Condado de Baldwin Condado de Mobile Condado de Washington | Alabama                  | El segundo mayor delta de río en los EE. UU., este sitio de 1100 km² tiene una gran variedad de hábitats y la vida salvaje. El Bartam Canoa Trail, de 320 km pasa por el delta. |
|        | NLL-00  | AL-05       | mayo de 1975      | Beaverdam Creek Swamp               | Madison 34°37′30″N 86°49′37″O / 34.62500, -86.82694      | Condado de Limestone                                       | Alabama                  | Un pantano de Nyssa sylvatica en una localización interior inusual. Es parte de la Wheeler National Wildlife Refuge. |
|        | NLL-00  | MN-04       | 1975              | Área historia natural Arroyo Cedar  |                                                          | Condado de Anoka Condado de Isanti                         | Minnesota                | Una zona relativamente ianlterada, donde se encuentran pradera de hierbas altas, bosques caducifolios orientales y biomas forestales de coníferas boreales. |
|        | NLL-00  | MN-05       | 1975              | Área natural Itasca                 |                                                          | Condado de Clearwater (Minnesota)                          | Minnesota                | Contiene algunos de los mejores bosques vírgenes remanentes de pino rojo, abeto-abeto balsámico y de arce-tilo-aspen. |
|        | NLL-00  | MN-06       | 1975              | Área natural Pine Point Research    |                                                          | Condado de Cass                                            | Minnesota                | Contiene áreas no perturbadas de pino rojo y mixto. |
|        | NLL-00  | MN-07       | 1975              | Upper Red Lake Peatland             |                                                          | Condado de Beltrami                                        | Minnesota                | Una de las mayores turberas remanentes en los Estados Unidos contiguos. |
|        | NLL-00  | AL-06       | junio de 1976     | Cathedral Caverns                   | Grant 34°34′24″N 86°13′20″O / 34.57333, -86.22222        | Condado de Jackson                                         | Alabama                  | Una cueva de (3.400 m) que incluye a Goliat, una estalagmita de 14 m. |
|        | NLL-00  | AL-07       | noviembre de 1987 | Red Mountain Expressway Cut         | Birmingham 33°29′44″N 86°47′18″O / 33.49556, -86.78833   | Condado de Jefferson (Alabama)                             | Alabama                  | Parte de Red Mountain Park, está autopista cortada por la Red Mountain y expone una visión rica en historia geológica. |
|        | NLL-00  | MN-08       | 1980              | Área natural Lac la Croix Research  | Birmingham 33°29′44″N 86°47′18″O / 33.49556, -86.78833   | Condado de St. Louis                                       | Minnesota                | Pinares vírgenes de viejo crecimiento. |
|        | NLL-00  | CO-0        | 2012              | Big Spring Creek                    | 37°43′58″N 105°30′44″O / 37.732870, -105.512120          | Condado de Saguache                                        | Colorado                 | Único arroyo manantial alimentado por un acuífero no confinado, creando un raro humedal, soporte de vida animal y vegetal, en una zona generalmente árida. |
|        | NLL-00  | CO-0        | 19                | Jardín de los Dioses                | 38°52′04″N 104°53′28″O / 38.8677690, -104.8910877        | Condado de El Paso                                         | Colorado                 | El sitio muestra el carácter litológico de las rocas sedimentarias , así como proporciona un hábitat para las hormigas de miel norteamericanos y excelentes oportunidades de observación de varias especies de aves. |
|        | NLL-00  | CO-0        | 1973              | Garden Park Fossil Area             | 38°34′24″N 105°13′31″O / 38.57333, -105.22528            | Condado de Fremont                                         | Colorado                 | Sitio paleontológico famoso internacionalmente reconocido por los hallazgos de fósiles de dinosaurios, peces, cocodrilos, tortugas y mamíferos. En 2013, el sitio fue ampliado de 16,2 a 1,295.0 hectáreas; 0,1 y 5,0 millas cuadradas), y ahora incluye cinco canteras donde se han hecho hallazgos de fósiles importantes. |
|        | NLL-00  | CO-0        | 2011              | Lago Hanging                        | 39°36′06″N 107°11′31″O / 39.60165, -107.191997           | Condado de Garfield                                        | Colorado                 | Las deposiciones de travertino formaron un lago con sustancial vida vegetal jardín colgante y alteración humana mínima, única en la región. |
|        | NLL-00  | CO-0        | 1979              | Indian Springs Trace Fossil         | 38°29′35.27″N 105°7′56.94″O / 38.4931306, -105.1324833   | Condado de Fremont                                         | Colorado                 | La mejor ubicación en América del Norte para trazas fósiles de animales de la era Ordovícico. |
|        | NLL-00  | CO-0        | 1966              | Área paisajística Lost Creek        | 39°16′7″N 105°28′5″O / 39.26861, -105.46806              | Condado de Park Condado deJefferson                        | Colorado                 | Ubicado en el Bosque Nacional Pike, con extensas formaciones rocosas, incluyendo gargantas, riscos y agujas, y canales de agua que serpentean entre encima y debajo del suelo. |
|        | NLL-00  | CO-0        | 1973              | Morrison-Golden Fossil Areas        | 39°40′33″N 105°11′36″O / 39.6757, -105.1934              | Condado de Jefferson                                       | Colorado                 | Sitio de gran importancia paleontológica, único por sus huellas fósiles de reptiles, aves y mamíferos. El sitio fue ampliado en 2011 para incluir 7,7 ha de Golden Fossil Areas alrededor de la ciudad de Golden. |
|        | NLL-00  | CO-0        | 1967              | Mesa Raton                          | 37°02′N 104°24′O / 37.033, -104.400                      | Condado de Las Animas                                      | Colorado                 | Protegido por una capa de lava espesa, mesa Raton ha resistido a la extensa erosión y meteorización que ha afectado a las áreas circundantes, proporcionando un contraste extremo en geografía. |
|        | NLL-00  | CO-0        | 19                | Roxborough State Park               | 39°25′47″N 105°04′09″O / 39.42972, -105.06917            | Condado de Douglas                                         | Colorado                 | Sitio que muestra los estratos sedimentarios típicos de Front Range de Colorado, así como la erosión de la Formación Fountain de arenisca en patrones inusuales, numerosos restos fósiles y poblaciones de plantas inusuales.                                                                                                |
|        | NLL-00  | CO-0        | 1975              | Russell Lakes                       | 37°56′41″N 106°07′34″O / 37.94472, -106.12611            | Condado de Saguache                                        | Colorado                 | Pantano de juncos remanente más grande de Colorado, que ahora es raro en el sur de las montañas Rocosas. Proporciona hábitat para una amplia flora y fauna, especialmente aves acuáticas. |
|        | NLL-00  | CO-0 WY-    | 1984              | Sand Creek                          | 40°59′49″N 105°46′14″O / 40.99694, -105.77056            | Condado de Larimer                                         | Colorado Wyoming         | Compartido con Colorado, el sitio es una de las más impresionantes apariciones de cross-bedding de piedra arenisca y "bloques derribados" ( "topple blocks") de América del Norte. También un sitio de importancia paleontológica y biológica.                                                                               |
|        | NLL-00  | CO-0        | 1965              | Slumgullion Earthflow               | 37°59′30″N 107°15′25″O / 37.99167, -107.25694            | Condado de Hinsdale                                        | Colorado                 | Un ejemplo importante del proceso geológico de desgaste de masa, un gran flujo de roca volcánica viajó desde la montaña al valle para formar el lago San Cristóbal. El mismo proceso se produjo de nuevo, cubriendo lentamente el flujo existente.                                                                           |
|        | NLL-00  | CO-0        | 1976              | Picos españoles                     | 37°23′N 105°00′O / 37.38, -105.0                         | Condado de Huérfano                                        | Colorado                 | Situado en San Isabel National Forest, el sitio es un ejemplo excepcional de más de 500 diques ígneos , muchos expuestos, formado cuando la roca ígnea fundida fue forzada en una falla antes de endurecer. |
|        | NLL-00  | CO-0        | 1965              | Summit Lake                         | 39°35′55″N 105°38′39″O / 39.59861, -105.64417            | Condado de Clear Creek                                     | Colorado                 | A casi 4.000 m, el sitio contiene un excelente ejemplo de la tundra alpina en los estados contiguos de Estados Unidos. Algunas de las plantas que sobreviven en este microclima se encuentran generalmente sólo en el círculo polar ártico.                                                                                  |